# پیر پرم
پیر پرم (انگلیسی: Pierre Prüm؛ زادهٔ ۹ ژوئیه ۱۸۸۶ – درگذشته ۱ فوریه ۱۹۵۰) یک سیاستمدار و حقوق‌دان اهل لوکزامبورگ بود. وی از ۲۰ مارس ۱۹۲۵ تا ۱۶ ژوئیه ۱۹۲۶ نخست‌وزیر این کشور بود.